# Золото НСДАП
Золото НСДАП (нем. das NSDAP Gold) — по слухам — золотовалютные фонды крупных функционеров нацистской Германии, спрятавших их ввиду «осознавания истинного положения дел на фронтах и понимания неминуемого конца Рейха, однако планировавших установление в мире диктатуры национал-социализма в долговременной перспективе». Слухи приобрели хождение благодаря роману «Семнадцать мгновений весны» Юлиана Семёнова (1969) и одноимённому телефильму (1973), где главный антагонист называет его «мостом в будущее»: 
Золото партии — это мост в будущее, это обращение к нашим детям, к тем, которым сейчас месяц, год, три года… Тем, кому сейчас десять, мы не нужны: ни мы, ни наши идеи; они не простят нам голода и бомбёжек. А вот те, кто сейчас еще ничего не смыслит, будут рассказывать о нас легенды, а легенду надо подкармливать, надо создавать сказочников, которые переложат наши слова на иной лад, доступный людям через двадцать лет«[lib.ru/RUSS_DETEKTIW/SEMENOW_YU/mnoweniya.txt Семнадцать мгновений весны]»

## Золото Бормана
Григорий Тополевский, посол Аргентины в Израиле, вскоре после майских событий 1960 года, когда израильскими спецслужбами был похищен Адольф Эйхман, заявил, что обергруппенфюрер СС Мартин Борман, которого на протяжении долгого времени многие считали погибшим, всё это время жил в Аргентине. На прессконференции в Тель-Авиве д-р Тополевский заявил, что Борман жил в Аргентине под вымышленным именем, и после захвата Эйхмана, Борман перебрался в Бразилию. По словам Тополевского, аргентинская полиция всё это время знала о настоящей личности Бормана, но не предпринимала никаких мер к его задержанию и экстрадиции. А на юге страны находилась секретная касса нацистов, передислоцированная из Швейцарии.
Тем не менее большие денежные суммы благодаря многим нацистским беглецам попадали, без сомнения, за рубеж. К примеру, Хуберт фон Блюхер, в саду которого Гитлер позволил закопать часть золота Рейхсбанка, с помощью Хорста Карлоса Фульднера вывез в Аргентину 400 млн $.

## Дневник Эгона Олленхауэра
В Германии опубликован личный дневник офицера нацистской Германии Эгона Олленхауэра с записями о местах, в которых нацисты якобы спрятали золото и ценности в ходе отступления из Польши. Олленхауэр якобы был ключевой фигурой в операции, выступая в качестве связующего звена между другими офицерами СС и местными аристократами, которые хотели скрыть свои сокровища от Красной Армии. По данным дневника, который на протяжении десятилетий хранился 1100-летней масонской ложей в немецком городе Кведлинбург, по приказу Адольфа Гитлера 260 грузовых автомобилей с награбленным золотом, дорогостоящими картинами, ювелирными изделиями и другими ценностями направлены в тайники в 11 местах на территории Польши, чтобы скрыть от наступавших солдат Красной армии. Одно место, как говорят, содержит 28 тонн золота из филиала Reichsbank в то время Бреслау, теперь польский город Вроцлав. Другие места содержат золотые монеты, медали, драгоценности и ценности, данные местным нацистам богатыми людьми для хранения.

## В массовой культуре
- В романе Юлиана Семенова «Семнадцать мгновений весны» (1969), в эпизоде «Свой со своим», действие которого происходит 13 марта 1945 года (17 часов 02 минуты), Мюллер, предполагая скорый конец Рейха, предлагает Штирлицу долю от «Золота Бормана», так как по его словам, «Золото Гиммлера» — это незначительные фонды, которые были предназначены обеспечить текущие нужды национал-социалистической партии, финансирование агентуры и прочее. А вот подлинное золото партии, «Золото Бормана», — копилось на длительную перспективу нескольких десятилетий, с целью обеспечения будущих свершений людей, понимающих неизбежность становления идей национал-социализма, как единственного пути к миру. Это объясняется тем, что Гиммлер — более публичная фигура, которая не может просто так взять и исчезнуть, в отличие от Бормана. Большинство денежных вкладов Гиммлера находятся в иностранных банках — другими словами, «под колпаком» Союзников. А вклады Бормана стократ превышают сбережения Гиммлера, и что самое главное — о них никто не знает, кроме самого Бормана, разумеется. Мюллер рассказывает Штирлицу о своих планах спокойно дожить свои годы где-нибудь в тропиках, на маленькой ферме с голубым бассейном, и что для этого готов на авантюру, к которой и приглашает присоединиться Штирлица[5].
- Золото НСДАП и сокровища древних ариев являются основой сюжета романа Сергея Алексеева «Сокровища Валькирии» (2005), о том как бывшие сотрудники сверхсекретного института, образованного ещё во времена ЧК и просуществовавшего до наших дней, пытаются найти хранилище сокровищ древних ариев, узнать судьбу библиотеки Ивана Грозного, «Янтарной комнаты». На чёрном рынке появляются вещи, составлявшие партийную кассу Бормана. Само же золото НСДАП находится где-то в пределах Северного Урала[6].